# Wierzbica (Lublino)
Wierzbica è un comune rurale polacco del distretto di Chełm, nel voivodato di Lublino.
Ricopre una superficie di 146,36 km² e nel 2004 contava 5 433 abitanti.